# Aprem Natniel
Aprem Natniel (ur. 8 grudnia 1963 w Al-Hasace) – duchowny Asyryjskiego Kościoła Wschodu, biskup Syrii. Członek Świętego Synodu.